# 鬼頭真也
鬼頭 真也（きとう しんや、1978年5月8日 - ）は、日本の俳優。東京都出身。ワタナベエンターテインメント所属。法政大学社会学部社会政策科学科卒。身長174cm、体重68kg。
コントユニット夜ふかしの会のメンバーとして2018年まで所属しており、2008年までは動物電気に所属していた。

## 人物・芸風
- 実家が寺であり、僧侶として寺で修業した経験がある。
- 短く本の紹介をするという芸風で『R-1ぐらんぷり2009』に決勝進出した（7位）。

## 出演
ユニットでの出演は夜ふかしの会を参照。

### テレビドラマ
- 火災調査官・紅蓮次郎 第1話（テレビ朝日、2003年1月25日）
- ケータイ刑事 銭形泪 第18話（BS-i、2004年8月1日）
- 虹のかなた 第37話（TBS、2004年9月21日）
- 時効警察（テレビ朝日、2006年）
- 四姉妹探偵団 第1話（ABC・テレビ朝日、2008年1月18日）
- 仮面ライダーキバ 第1話（テレビ朝日、2008年1月27日） - 警官 役
- 7万人探偵ニトベ 第9話（BS朝日、2009年6月18日） - 宮台龍司 役
- ゲゲゲの女房 第33、70、122、124話（NHK総合、2010年） - 衛生兵 役
- ドラマ24 モテキ 第6話（テレビ東京、2010年8月20日） - 結婚式の司会者 役
- おじいちゃんは25歳 第3話（TBS、2010年11月17日）
- TAROの塔 第1話- 第2話（NHK総合、2011年2月26日 - 3月5日） - 丹下のスタッフ 役
- 遺留捜査（テレビ朝日、2011年4月13日 - 6月22日） - 紀藤 役
- 新・警視庁捜査一課9係season3 第6話（テレビ朝日、2011年8月10日）
- さばドル 第8話（テレビ東京、2012年3月2日）
- 東京駅お忘れ物預り所 第6作（テレビ朝日、2013年6月29日）
- ドクターX〜外科医・大門未知子〜 第1話 - 第9話（テレビ朝日、2013年10月17日 - 12月19日） - 川北比呂志 役
- 明日、ママがいない 第7話（日本テレビ、2014年2月26日）
- おやじの背中 第2話（TBS、2014年7月20日） - 八百屋の店主 役
- 聖女 第4話（NHK、2014年9月16日） - 山崎雅史 役
- 株価暴落 第1話（WOWOW、2014年10月19日） - 記者 役
- 夢を与える（WOWOW、2015年5月16日 - 6月6日） - 一場の部下 役
- 私たちがプロポーズされないのには、101の理由があってだな2 #1（LaLaTV、2015年9月2日）
- 私たちが101本のドラマを作るのには、理由があってだな2（LaLaTV、2015年9月）
- デザイナーベイビー - 速水刑事、産休前の難事件 - 第7話（NHKドラマ10、2015年9月22日 - 11月10日）
- はぶらし/女友だち（NHK BSプレミアム、2016年1月5日 - 2月23日） - 米澤彰夫 役
- 私 結婚できないんじゃなくて、しないんです 第4話（TBS、2016年5月6日） - 合コン相手 役
- 視覚探偵 日暮旅人（日本テレビ、2017年3月19日）

### バラエティー
- エンタの神様（2008年）（日本テレビ）キャッチコピーは「速読の案内人（ナビゲーター）」
- R-1ぐらんぷり2009（フジテレビ）結果10人中7位
- 爆笑レッドカーペット（2009 - 2010年）（フジテレビ）-キャッチコピーは「どんな本でも紹介します」
- 爆笑ホワイトカーペット（フジテレビ）-キャッチコピーは「どんな本でも紹介します」
- お願い!ランキング（2010年）（テレビ朝日）
- 痛快TV スカッとジャパン（フジテレビ、2014年12月15日）
  - 「イヤミ課長シリーズ 採点課長」（2014年12月15日）部下 岡崎役
  - 「イヤミ課長シリーズ 他人のミス大好物課長」（2015年2月2日）部下 岡崎役

### 映画
- 誰も知らない（2004年）
- 20世紀少年-第1章-終わりの始まり（2008年）
- ALLDAYS 二丁目の朝日（2008年）
- 劇場版TRICK 霊能力者バトルロイヤル（2010年）
- ボクたちの交換日記（2013年）- BB（ビューティフルボーイズ）橋本役

### CM
- ソニー・コンピュータエンタテインメント PlayStation Portable 「イエ〜イ買ったぜ 男」編（2005年）
- オートレース 「オート姫は速いのが好き」編（2005年）
- サントリー SUMMER SHOT（2005年）
- 経済産業省 情報セキュリティ対策強化キャンペーン（2006年）
- 愛知学院大学 ラジオCM（2006年）
- カーバンクライト ラジオCM（2007年）
- 福岡銀行 住宅ローン（2007年）
- Visa TVコマーシャル「日本人サポーター」（2010年）
- 日清食品「日清焼そばU.F.O　ハイ、U.F.O！」篇(2011年)
- PS3PS3® HDDレコーダーパック「背中を押す」篇(2011年)
- NTT西日本／フレッツ光ライト（2012年）
- ライオン株式会社「超コンパクト　香りつづくトップ」香りつづくトップPlus「かわいいゲスト」篇(2012年)
- ケンタッキーフライドチキン「so good」編（2013年）
- 旭化成サランラップ「保存は冷蔵庫と頭の中に」編（2014年）
- ヘーベルハウス「言いぼん」編（2014年）
- イオンブランドトップバリュサイクル（2014年）
- みんなのウェディング／「誓いのキス」篇（2015年）
- 大塚家具大塚家具に行ってみた 男性スタッフ篇（2015年）
- Honda Cars試乗会（2015年）
- アサヒフードアンドヘルスケア MINTIA WILD&COOL（2016年）
- マクドナルド おてごろマック「しょうが焼きバーガー ヤッキー」大好評篇（2017年）
- ドクター・ショール ジェルアクティブ 足回りのプロ達篇（2018年）

### 舞台
- 動物電気「NOは投げ飛ばす」（2000年6月21日 - 6月25日）
- 動物電気「まちかど青春群像　ああ、大地に頭から」（2000年12月14日 - 12月20日）
- 動物電気「地方自治劇 運べ 重い物を北へ」（2001年3月14日 - 3月20日）
- グラサンパンツ「俺イズム〜虐殺哀歌」（2001年7月6日 - 7月8日）
- 動物電気「細腕繁盛記　女傑おパンチさん」（2001年10月5日 - 10月8日）
- 動物電気「えらいひとのはなし　キック先生」(2002年6月5日 - 6月12日)
- 動物電気 番外公演　ANIMAL JESUS「虎はまねくよ」(2002年8月16日 - 8月20日)
- RONNIE ROCKET vol.9「ナク/ナラ/ナイ」（2002年9月13日 - 9月16日）
- 動物電気「プロレタリアート演劇　人、人にパンチ」(2002年10月24日 - 10月27日、11月2日 - 11月4日)
- ガリガリ暴力団「俺よ!君で変われ!」（2002年12月）
- 動物電気「オールとんかつ」(2003年10月1日 - 10月18日)
- 動物電気「わんぱくカルシウム」(2004年7月7日 - 7月15日)
- 動物電気「寝太郎の新作カレー」(2005年4月27日 - 5月1日)
- 動物電気「夏休みスペシャル　おばけやら花火やら武将やら」(2005年8月20日 - 8月28日)
- 動物電気「豆ざむらい」(2006年2月23日 - 3月5日)
- 大人計画フェスティバル「宮藤官九郎のおばけ屋敷」（2006年9月9日 - 9月10日）
- 劇団鹿殺しオルタナティヴズ Vol.1「山犬」（2006年9月14日 - 9月18日）
- 動物電気「三女の食欲」(2006年12月8日 - 12月17日)
- 動物電気「先輩へのあこがれ」(2007年9月12日 - 9月16日)
- 動物電気「すすめ!!観光バス」(2008年6月6日 - 6月15日)
- カリカコント＋MEETS Vol.3（2009年4月22日 - 4月24日）
  - 「ブルゾネスまさお」に出演。
- パルコプロデュース「斎藤幸子」（2009年8月14日 - 8月30日）
- 双六“演”「レンジ」（2010年3月24日 - 3月28日）
- 角角ストロガのフ版アラビアンナイト「獣従承知」（2010年12月16日 - 12月20日）
- 熱帯ラボ発表会『LABO×EXPO -season2-』（2011年11月18日 - 11月20日）※11月19日ゲスト出演
- 鬼頭真也一人舞台「鬼の牙にも当たってみろ」（2011年12月19日 - 12月20日）
  - 脚本 マンボウやしろ、木下半太(劇団ニコルソンズ)、岡田、内田
- 北京蝶々 第17回公演「オーシャンズ・カジノ」（2012年4月18日 - 4月30日）
- ニコルソンズ 四人芝居企画特別公演「鈴木ごっこ」（2012年6月27日 - 6月30日）
  - 29日の「オリジナル編」に出演。
- 鬼頭真也一人舞台「鬼のひとくち」（2012年11月13日 - 11月14日）
  - 脚本マンボウやしろ、岡田、内田
- 戯曲リーディング　時代を築いた作家たち2 ウージェーヌ・イヨネスコ「禿の女歌手／椅子」（2014年5月10日 - 5月11日）
  - 「禿の女歌手」に出演。
- □字ック 第11回本公演「荒川、神キラーチューン」（2016年6月29日 - 7月3日、7月9日 - 7月10日）
- 月刊「根本宗子」第13号「夢と希望の先」（2016年9月28日 - 10月2日）
- 舞台「私のホストちゃん REBORN～絶唱！大阪ミナミ編～」（2018年1月19日 - 1月28日）
- TRUMPシリーズ『COCOON 月の翳り星ひとつ』 (2019年5月 - 6月)

### 鬼頭真也 produce キトチョイ
- 鬼頭真也一人舞台 キトチョイvol.1ロンリーキトチョイ「つもるはなし」（2016年2月26日 - 2月28日）
- キトチョイvol.2 アベックキトチョイ「ひび割れた部屋で」（2017年12月14日 - 12月17日）

### その他出演
- 宇津雄一の宇宙一ラジオ（ネットラジオポータルサイト　オンエアーステーション）ゲスト（2008年9月1日、2008年11月17日、2009年6月29日）
- メタリック農家presents 小説化することが決定してるよ記念公演「累累！」（2009年12月4日 - 12月7日）
  - 映像作品「器」〜まな板の上の深海魚〜に出演。
- ブラウン管の向こう側（インターネットラジオ）ゲスト（2012年2月9日、2月17日）
- 劇ナビ!（インターネットラジオ）ゲスト（2016年5月25日、6月22日）
- mjbコントライブ「mix! jam! blend! assemble!」（2021年11月13日、14日、アトリエファンファーレ高円寺）[2]
- mjbコントライブ「Re:mix!jam!blend!」（2022年11月10日 - 13日（予定）、DDD青山クロスシアター）[3]

## 関連商品

### DVD
- R-1ぐらんぷり2009（2010年2月3日）
- 堀テレビONE 内テレビTWO 健テレビNEXT（2014年6月25日）